# Dacia SupeRNova
El Dacia SupeRNova (en rumano: [ dat͡ʃia ]) es un modelo de automóvil de bajo coste, fabricado por la empresa rumana Dacia, perteneciente al grupo Renault, entre 1998 y 2003.
Se trata del primer modelo desarrollado por Dacia, en los 90. El modelo es en realidad un Dacia Nova mejorado por Renault.

## Características
El vehículo monta el motor de 4 cilindros en línea y 1390 cc usando la base de propulsores montados en los Renault 19 y en los Renault Clio, así como caja de cambios manual de 5 velocidades. Desarrolla una potencia máxima de 73 CV a 5250 rpm, y alcanza una velocidad máxima de 162 km/h. Está equipado con aire condicionado, llantas de aluminio y reproductor de casete. El precio original del modelo en su versión más equipada era de 5.800 €. Del modelo se fabricaron cinco versiones diferentes: Europa, Confort, Rapsodie, Superior y Campus Clima edición especial. Además el automóvil cumple la Normativa europea sobre emisiones de la Unión Europea.
Fue reemplazado por el Dacia Solenza en 2003.

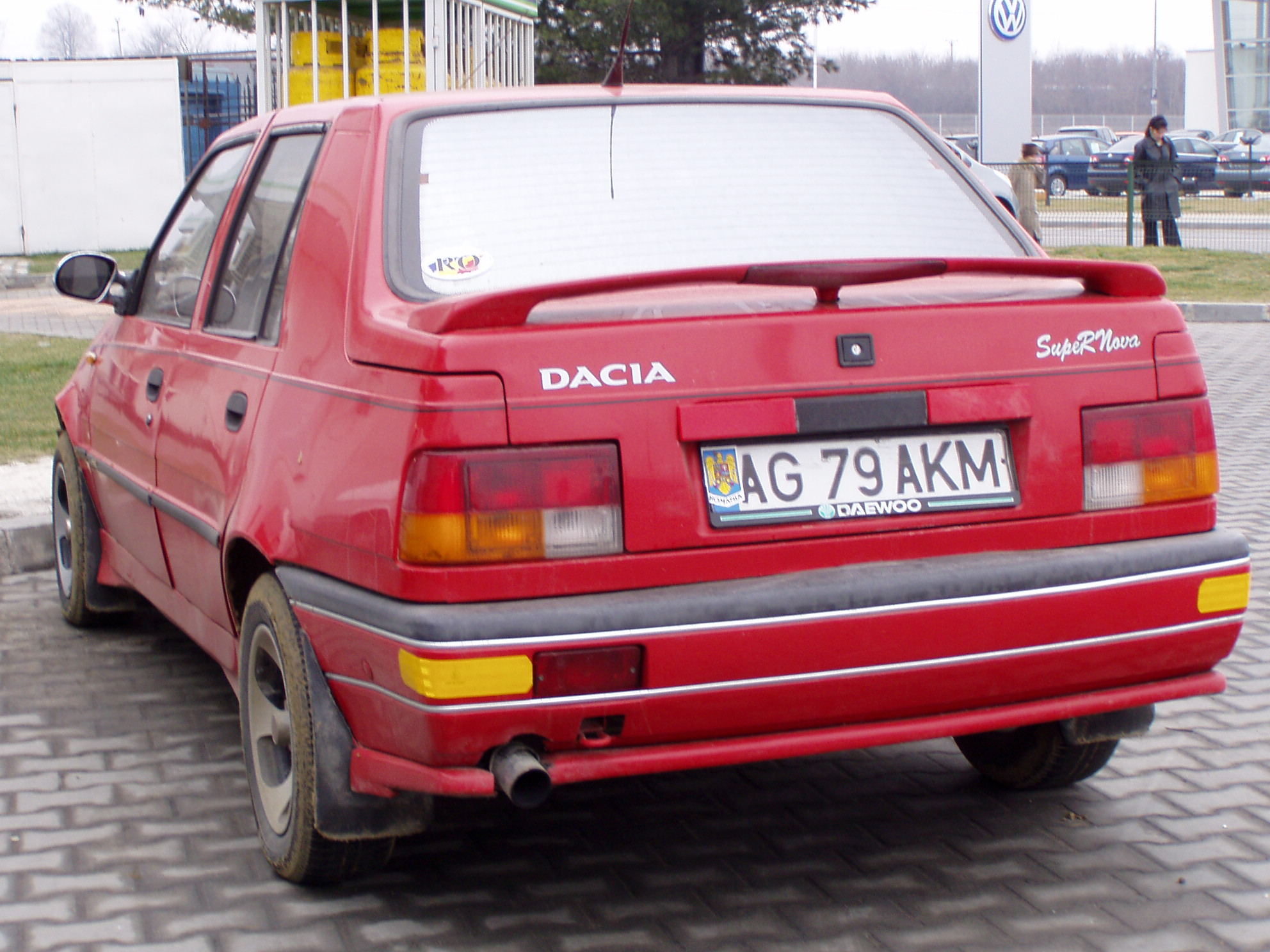
Parte trasera.
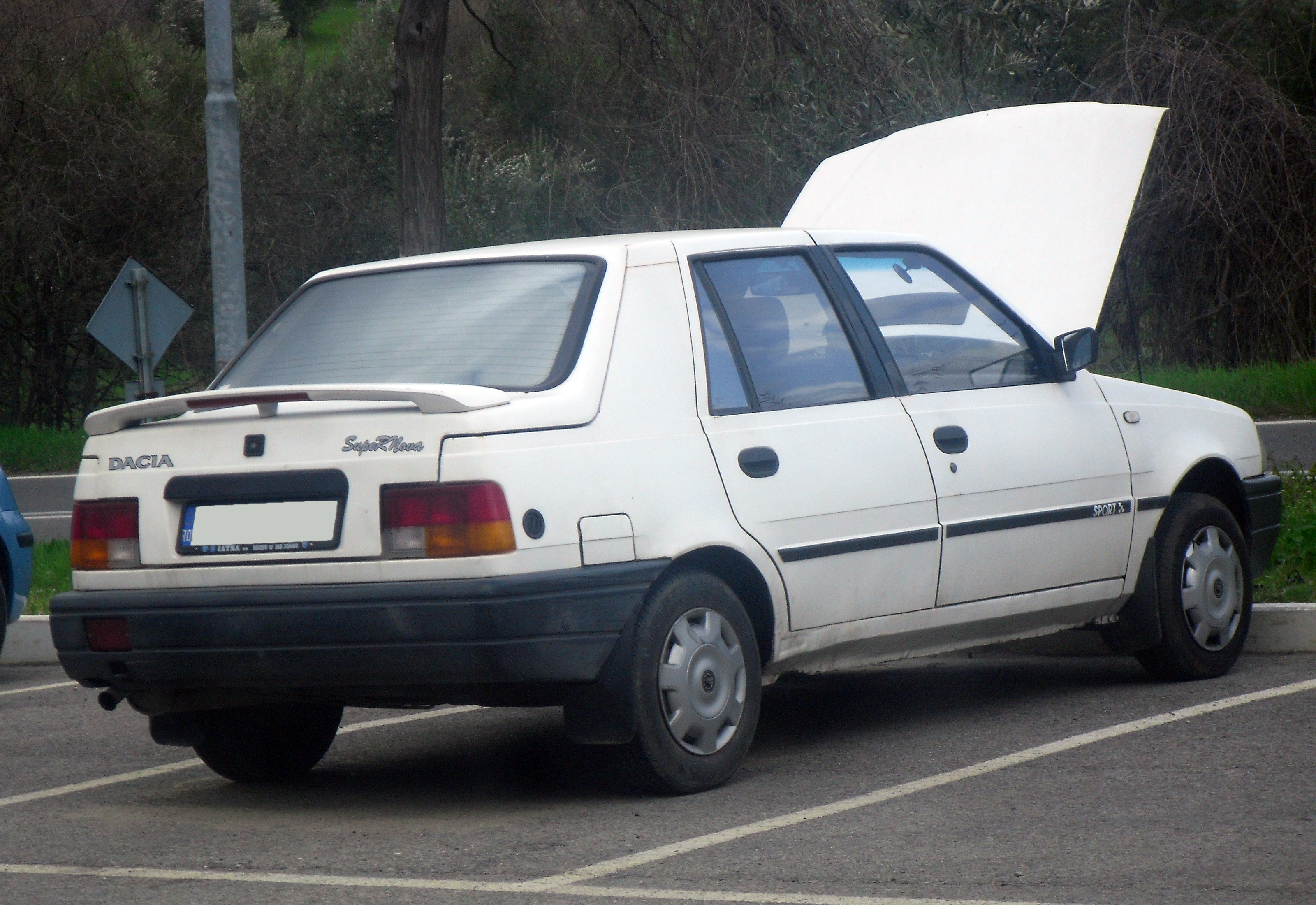
Lateral.